# Pamela Springsteen

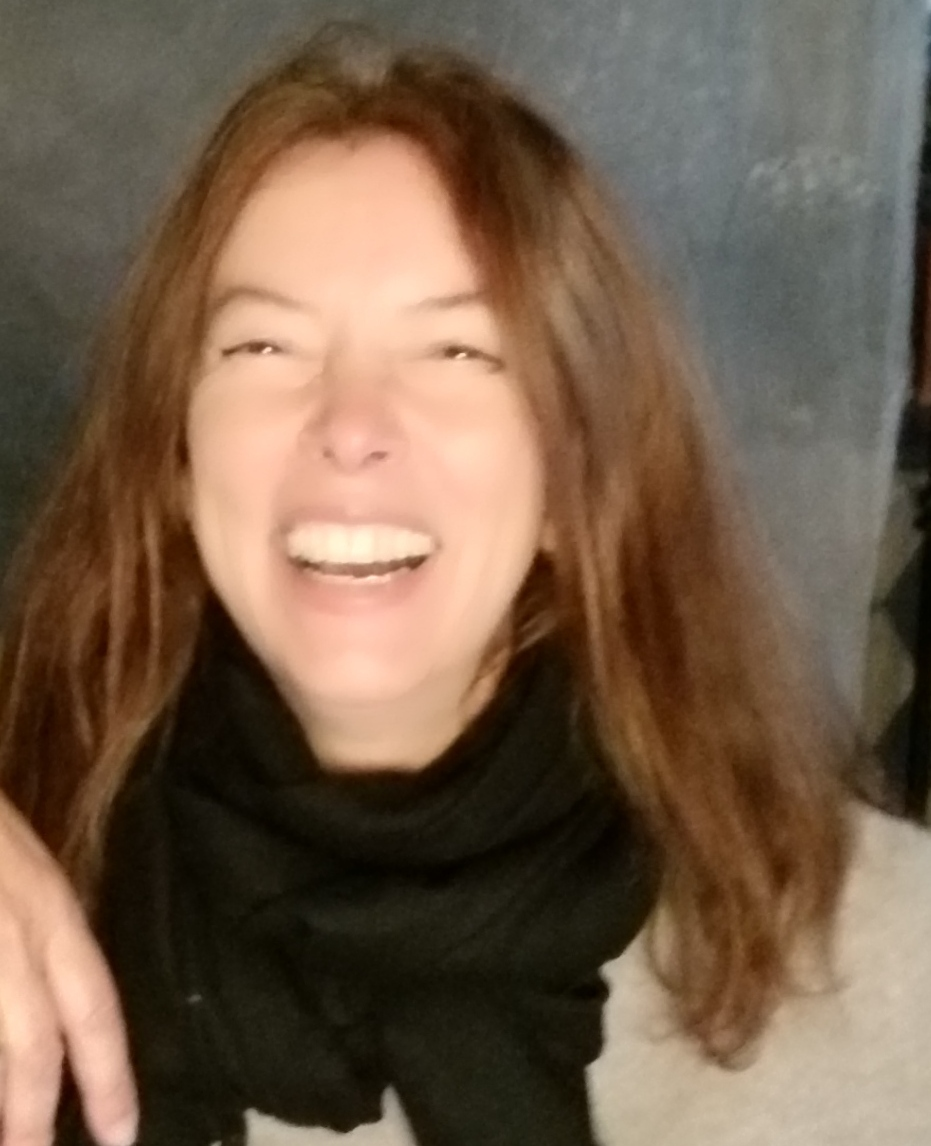
Pamela Springsteen (2019)

Pamela Colleen Springsteen (* 8. Februar 1962 in Freehold, New Jersey) ist eine US-amerikanische Fotografin und Schauspielerin. Sie ist eine der beiden jüngeren Schwestern von Rockstar Bruce Springsteen.
Sie begleitete ihren Bruder häufig als Fotografin auf seinen Tourneen und porträtierte ihn im Fotostudio. Viele ihrer Fotografien sind auf den Titelbildern von Springsteens Alben zu sehen (z. B. The Ghost of Tom Joad). Sie ist bekannt für ausdrucksstarke Künstler-Porträts und hat u. a. Keith Richards, Neil Young, Tom Hanks, Trent Reznor, Rosanne Cash, Randy Newman und Melissa Etheridge fotografiert.
Ab Mitte der 1980er Jahre nahm sie Schauspielunterricht und wirkte in einigen Filmen wie Limba Limba Lambada und einzelnen Episoden von Fernsehserien wie Cagney & Lacey und Familienbande mit.

## Filmografie (Auswahl)
- 1982: Ich glaub’, ich steh’ im Wald (Fast Times at Ridgemont High)
- 1985: Future Project – Die 4. Dimension (My Science Project)
- 1986: Hummeln im Hintern (Modern Girls)
- 1988: Das Camp des Grauens 2 (Sleepaway Camp II: Unhappy Campers)
- 1989: Das Camp des Grauens 3 (Sleepaway Camp III: Teenage Wasteland)
- 1989: Limba Limba Lambada (Fast Food)
- 1990: Detective Kid (The Gumshoe Kid)